# Hệ thống ba vực
Hệ thống ba vực (tiếng Anh: Three-domain system) là phân loại của hình thức mạng sống tế bào do nhà vi sinh vật học và nhà vật lí học sinh vật quốc tịch Hoa Kỳ Carl Woese đề xuất vào năm 1977, lấy sinh vật nhân sơ rồi chia ra thành hai loại lớn, tên gọi ban đầu là vi khuẩn (Eubacteria) và vi khuẩn cổ (Archaebacteria). Woese căn cứ vào sự khác biệt về trình tự RNA ribosome 16S, cho biết là hai loại sinh vật này và sinh vật nhân thực cùng nhau tách ra một tổ tiên chung do một cơ chế di truyền nguyên thủy có sẵn, rồi biến hoá mà ra, do đó lấy ba sự vật đó mỗi sự vật bố trí làm một vực (domain), coi là hệ thống phân loại cao hơn giới một cấp, đồng thời đặt tên không giống nhau là vực Vi khuẩn (Bacteria), vực Cổ khuẩn (Archaea) và vực Sinh vật nhân thực (Eukarya). Woese ban đầu sử dụng thuật ngữ giới để chỉ ba nhóm tách biệt phát sinh chủng loại chủ yếu, đồng thời luật đặt tên này được sử dụng rộng khắp một mạch đến khi thuật ngữ vực được lựa chọn dùng vào năm 1990.
Tuy nhiên, biểu đồ hình cây RNA ribosome có khả năng xếp đặt vị trí lộn xộn, không đúng đối với quần xã sinh vật biến hoá quá nhanh (ví dụ như vi bào tử trùng). Có người cho biết là gốc rễ của sinh vật cần phải ở bên trong vi khuẩn thật, rất nhiều quần xã vi khuẩn thật sinh sản phân nhánh ra trước vi khuẩn cổ, rất muộn thì vi khuẩn cổ và sinh vật nhân thật mới chia ra hai bên hỗ tương.

## Giới thiệu giản lược

Cây phát sinh hệ thống, căn cứ vào sự xếp đặt theo thứ tự RNA ribôxôm 16S, đã hiển thị ba nhánh phân biệt rất rõ rệt là vi khuẩn, cổ khuẩn và sinh vật nhân thật.

Ông Woese căn cứ vào sự khác biệt về trình tự RNA ribôxôm 16S, cho biết là hai nhóm sinh vật này, vi khuẩn thật (Eubacteria) và vi khuẩn cổ (Archaebacteria), và sinh vật nhân thực cùng nhau tách ra từ một tổ tiên chung do một cơ chế di truyền nguyên thủy có sẵn, rồi tiến hoá mà ra, do đó lấy ba nhóm đó mỗi sự vật tính toán chia làm một loại, coi là hệ thống phân loại cao hơn giới, gọi là vực (domain) hoặc siêu giới (superkingdom). Năm 1990, Carl Woese tránh khỏi sự vật vi khuẩn cổ cũng coi là một loại của vi khuẩn, nên ông lấy ba vực ấy thay đổi tên gọi của ba vực này hiện tại là vực Vi khuẩn (Bacteria), vực Cổ sinh khuẩn (Archaea) và vực Sinh vật nhân thực (Eukarya).
Tuy nhiên, đồ biểu hình cây RNA ribôxôm có khả năng xếp đặt vị trí lộn xộn, không đúng đối với quần xã sinh vật biến hoá quá nhanh (ví dụ như vi bào tử trùng). Có người cho biết là gốc rễ của sinh vật cần phải ở bên trong vi khuẩn thật, rất nhiều quần xã vi khuẩn thật sinh sản phân nhánh ra trước vi khuẩn cổ, rất muộn thì vi khuẩn cổ và sinh vật nhân thực mới chia ra hai bên hỗ tương.

## Nội dung chi tiết[3]
|                        | Đặc trưng | Vực Vi khuẩn Bacteria                                                                                | Vực Cổ khuẩn Archaea                    | Vực Sinh vật nhân thật Eukarya         |
| ---------------------- | --- | --- | --------------------------------------- | -------------------------------------- |
| Hình thái và di truyền | Kết cấu tế bào nhân nguyên thủy                                                                               | Đúng                                                                                                 | Đúng                                    | Không đúng                             |
| Hình thái và di truyền | DNA hình dạng vòng cộng hoá trị khép kín                                                                      | Đúng                                                                                                 | Đúng                                    | Không đúng                             |
| Hình thái và di truyền | Tổ chức histone                                                                                               | Không có                                                                                             | Có                                      | Có                                     |
| Hình thái và di truyền | Màng bao trùm nhân của vỏ túi bào tử                                                                          | Không có                                                                                             | Không có                                | Có                                     |
| Hình thái và di truyền | Tường vách tế bào                                                                                             | Chứa chất axít của tế bào                                                                            | Không chứa chất axít của tế bào         | Không chứa chất axít của tế bào        |
| Hình thái và di truyền | Chất membrane lipid                                                                                           | Chuỗi liên tiếp liên kết este                                                                        | Chuỗi liên tiếp liên kết ete            | Chuỗi liên tiếp liên kết este          |
| Hình thái và di truyền | Kích cỡ ribôxôm                                                                                               | 70S                                                                                                  | 70S                                     | 80S                                    |
| Hình thái và di truyền | Chỗ bắt đầu RNA vận chuyển                                                                                    | Formylmethionine                                                                                     | Methionin                               | Methionin                              |
| Hình thái và di truyền | Có intron trong đa số gen                                                                                     | Không đúng                                                                                           | Không đúng                              | Đúng                                   |
| Hình thái và di truyền | Operon | Có                                                                                                   | Có                                      | Không có                               |
| Hình thái và di truyền | RNA thông tin chất thêm mũ và đuôi poly A                                                                     | Không có (một bộ phận có đuôi poly A, nhưng mà tác dụng không giống nhau với vực Sinh vật nhân thật) | Không có                                | Có                                     |
| Hình thái và di truyền | Plasmid | Có                                                                                                   | Có                                      | Ít, hiếm có                            |
| Hình thái và di truyền | Ribôxôm mẫn cảm với độc tố bạch hầu                                                                           | Không đúng                                                                                           | Đúng                                    | Đúng                                   |
| Hình thái và di truyền | RNA polymerase                                                                                                | 1 cái (4 chuỗi polypeptid)                                                                           | Vài cái (mỗi 8 đến 12 chuỗi polypeptid) | 3 cái (mỗi 12 đến 14 chuỗi polypeptid) |
| Hình thái và di truyền | Cần phải có nhân tố phiên mã                                                                                  | Không đúng                                                                                           | Đúng                                    | Đúng                                   |
| Hình thái và di truyền | Kết cấu cái gen khởi động                                                                                     | Trình tự -10 và -35                                                                                  | Hộp TATA                                | Hộp TATA                               |
| Sinh lí                | Tác dụng sản mêtan                                                                                            | Không có                                                                                             | Có                                      | Không có                               |
| Sinh lí                | Tác dụng nitrat hoá                                                                                           | Có                                                                                                   | Không có                                | Không có                               |
| Sinh lí                | Khử nitơ | Có                                                                                                   | Có                                      | Không có                               |
| Sinh lí                | Cố định nitơ                                                                                                  | Có                                                                                                   | Có                                      | Không có                               |
| Sinh lí                | Tác dụng quang hợp căn cứ vào diệp lục tố                                                                     | Có                                                                                                   | Không có                                | Có (ở trong thể diệp lục)              |
| Sinh lí                | Chuyển đổi luân phiên năng lượng căn cứ vào chất Rhodopsin                                                    | Có                                                                                                   | Có                                      | Không có                               |
| Sinh lí                | Dinh dưỡng vô cơ hoá năng ({\displaystyle {\ce {Fe}}}, {\displaystyle {\ce {S}}}, {\displaystyle {\ce {H2}}}) | Có                                                                                                   | Có                                      | Không có                               |
| Sinh lí                | Bọt khí | Có                                                                                                   | Có                                      | Không có                               |
| Sinh lí                | Poly(beta-hydroxy-alkanoic acid) coi là hạt hột tích trữ cácbôn                                               | Có                                                                                                   | Có                                      | Không có                               |
| Sinh lí                | Sinh trưởng ở 80℃ trở lên                                                                                     | Có                                                                                                   | Có                                      | Không có                               |